# Sidi Allal Tazi
Sidi Allal Tazi (in arabo سيدي علال التازي‎?) è un centro abitato e comune rurale del Marocco situato nella provincia di Kénitra, regione di Rabat-Salé-Kénitra. Conta una popolazione di 18 055 abitanti (censimento 2014).